# Victor d'Erbach-Schönberg
Victor d'Erbach-Schönberg (en allemand : Victor zu Erbach-Schönberg), prince d'Erbach-Schönberg, est né le 26 septembre 1880 à Bad König, dans le grand-duché de Hesse, en Allemagne, et mort le 27 avril 1967 à Munich, en Bavière, en Allemagne de l'Ouest. Membre de la maison d'Erbach (de), c'est un diplomate et un homme politique allemand.

## Famille
Victor d'Erbach-Schönberg est le troisième fils du prince Gustave-Ernest d'Erbach-Schönberg (de) (1840-1908) et de son épouse la princesse Marie de Battenberg (1852-1923).
Par son père, il est le petit-fils du prince Louis III d'Erbach-Schönberg (de) (1792-1863) et de sa femme la comtesse Caroline de Gronsfeld-Diepenbrock (1802-1852) tandis que, par sa mère, il est le petit-fils du prince Alexandre de Hesse-Darmstadt (1823-1888) et de son épouse morganatique Julia Hauke (1825-1895), princesse de Battenberg.
Le 9 novembre 1909, le prince Victor épouse la comtesse Élisabeth Széchényi zu Sárvár-Felsővidék (1888-1977), fille du comte Imre Széchényi (de) (1825-1898) et de sa femme Maria Alexandra von Sztáray-Szirmay (1843-1914).

## Biographie
Après une carrière militaire dans l'armée allemande entre 1901 et 1909, le prince Victor d'Erbach-Schönberg participe à la vie politique allemande avant d'intégrer le service diplomatique. De 1911 à 1917, il représente ainsi son frère, le prince Alexandre d'Erbach-Schönberg, à la chambre haute du grand-duché de Hesse. À partir de 1914, il est employé à l'ambassade d'Allemagne en Autriche-Hongrie. Nommé secrétaire de la légation en 1917, il reste à Vienne jusqu'en 1921. Entre 1921 et 1923, il est conseiller par intérim à l'ambassade d'Allemagne en Norvège. De 1923 à 1926, il travaille comme conseiller à l'ambassade allemande en Espagne puis, de 1926 à 1931, à celle de Suède. Entre 1931 et 1936, il est de nouveau employé comme conseiller d'ambassade en Autriche. Finalement, entre 1936 et 1941, il est nommé ambassadeur d'Allemagne en Grèce. 